# 藍翊誠
藍翊誠（1998年5月17日—）為出身於台灣台北市職業棒球選手，擔任投手，曾效力於中華職棒味全龍。

## 生平
藍翊誠的父親藍紹箕在學生棒球時期嶄露頭角，於臺東縣紅葉國小、卑南國中、華興中學及國立台灣師範大學的棒球隊擔任投手，大學畢業後擔任教師。
但是藍翊誠非與父親一樣出身自棒球名校，而是就讀台北市立建國中學，並且加入校內的乙組棒球社。高中畢業後考上國立台灣大學化學系，課餘參加台大棒球隊，開始在棒球場上嶄露頭角，能投出137km/h的球速，也透露出想挑戰成棒的夢想。
大學畢業後藍翊誠進入成棒安永鮮物棒球隊發展，曾投出142km/h的球速，被安永鮮物棒球隊總教練羅國璋認為以素人投手來說相當有潛力。2022年時決定投入中華職棒選秀會，在台鋼自辦測試會時因「台大學霸投手」引發話題，同時也被味全龍隊總教練葉君璋說「有趣且能雀屏中選的選手」。最終藍翊誠在中華職棒選秀會獲味全龍青睞以第七輪第42指名入選，簽約後成為台大、建中校史首位職棒球員。

## 經歷
- 建安國小
- 大安國中
- 建國中學青棒隊（2013年－2016年）
- 國立臺灣大學棒球隊（2016年－2020年）
- 安永鮮物棒球隊（2022年）
- 中華職棒味全龍隊（2022年～2024年）

## 外部連結
- 藍翊誠在台灣棒球維基館上的頁面（繁體中文）